# القرن التبتي

القرن التبتي أو الدونغتشين، وتعني حرفيًا "محارة كبيرة"، وتسمى أيضًا راج دونغ (وتعني حرفيًا "قرن نحاسي"؛ أو"قرن الدير")؛ هو بوق أو قرن طويل يُستخدم في الطقوس البوذية التبتية والمنغولية. وهو أكثر الآلات الموسيقية استخدامًا في الثقافة البوذية التبتية. وغالبًا ما يُعزف عليه في أزواج أو مجموعات، ويُقارن الصوت بـ غناء الفيلة. وصف تسولتريم أليون الصوت قائلًا:
إنه عويل طويل وعميق ومزعج يأخذك إلى مكان ما وراء أعلى قمم جبال الهيمالايا وفي نفس الوقت يعود بك إلى رحم أمك